# Kendži Kawai
Kendži Kawai (japonsky 川井 憲次; 23. dubna 1957, Šinagawa, Tokio) je japonský hudební skladatel. Jeho hudba se objevuje v anime, v počítačových hrách i v televizních pořadech. Podílel se na soundtracích asijských filmů mnoha žánrů — od anime, přes hororové a sci-fi filmy až po historické.
Mezi jeho díla tak patří hudba k Tsuiovým Sedmi mečům, Yipovu Ip Manovi, filmům Mamoriho Ošiia The Red Spectacles, StrayDog: Kerberos Panzer Cops, Ghost in the Shell, Mobile Police Patlabor a Smrtící Avalon, k anime adaptacím děl Rumiko Takahaši Ranmy ½ a Maison ikkoku, k hrané adaptaci manga série Gantz či k filmům Hidea Nakaty Kruh, Kruh 2, Chaos, Temná voda a Kaidan.